# Hyperolius punctulatus
Hyperolius punctulatus és una espècie de granota de la família dels hiperòlids que viu a Angola.